# Bundesstraße 196
Pour les articles homonymes, voir B196 et Route 196.
La Bundesstraße 196 est une route fédérale allemande du land de Mecklembourg-Poméranie-Occidentale.

## Géographie
La route se trouve simplement sur l'île de Rügen.
Après huit kilomètres de bifurcation jusqu’à la fin des années 1990 dans le village de Karow, la Bundesstraße 196a, longue de six kilomètres environ, menait au nord-est au village de Prora. Elle est aujourd'hui rétrogradée en Landesstraße 29. La route est créée dans le cadre de la construction du complexe de loisir KdF à Prora.

## Source
- (de) Cet article est partiellement ou en totalité issu de l’article de Wikipédia en allemand intitulé « Bundesstraße 196 » (voir la liste des auteurs).